# Ivan Khleborodov
Ivan Vyacheslavovich Khleborodov (tiếng Nga: Иван Вячеславович Хлебородов; sinh ngày 13 tháng 10 năm 1995) là một tiền đạo bóng đá người Nga. Anh thi đấu cho F.K. Luch-Energiya Vladivostok.

## Sự nghiệp câu lạc bộ
Anh có màn ra mắt tại Russian Second Division cho FC Baikal Irkutsk vào ngày 3 tháng 8 năm 2013 trong trận đấu với FC Sibir-2 Novosibirsk.